# Giovanna Petrenga
Giovanna Petrenga (Casal di Principe, 6 luglio 1956) è una politica italiana.

## Biografia
Nata a Casal di Principe, ma residente a Caserta, nel 2001 diventa direttrice della Reggia di Caserta e nel dicembre 2004 diviene sovrintendente ai Beni Culturali Architettonici e Ambientali di Caserta e Benevento.

### Attività politica

#### Elezione in parlamento
Alle elezioni politiche del 2008 viene eletta alla Camera dei Deputati nella circoscrizione Campania 2 nelle liste del Popolo della Libertà. 
Alle elezioni europee del 2009 è stata candidata nella circoscrizione Italia meridionale nelle liste del PdL: riceve 18.508 preferenze, ma non è eletta. Stessa sorte alle elezioni regionali in Campania del 2010, dove è candidata per la provincia di Caserta, ottenendo 8.907 preferenze, insufficienti per ottenere il seggio.
Alle elezioni politiche del 2013 è riconfermata alla Camera nella medesima circoscrizione, sempre con il PdL.
Il 16 novembre 2013, con la sospensione delle attività del Popolo della Libertà, aderisce a Forza Italia.
Il 2 febbraio 2016 abbandona Forza Italia e aderisce a Fratelli d'Italia.
Alle elezioni politiche del 2018 è stata candidata al Senato per il centrodestra (in quota di Fratelli d'Italia) nel collegio uninominale Campania - 02, ottenendo il 28,38% e venendo sconfitta dalla candidata del Movimento 5 Stelle Vilma Moronese (53,00%). Inizialmente non eletta nel Collegio plurinominale Sicilia - 02 nelle liste di FdI, il 2 luglio 2019 subentra al Senato in sostituzione di Raffaele Stancanelli, dimessosi perché eletto europarlamentare.
Alle elezioni politiche del 2022 viene candidata al Senato per Fratelli d'Italia nel collegio uninominale Campania - 01 (Caserta), nonché in prima posizione nel collegio plurinominale Campania - 02 e in seconda nel collegio plurinominale Campania - 01. Viene eletta all'uninominale con il 37,67%, superando Antonio Del Monaco del Movimento 5 Stelle (34,99%) e Tommaso De Simone del centrosinistra (18,60%). Il 18 ottobre aderisce al gruppo  “Civici d'Italia-Noi Moderati-Maie”, che farà parte della maggioranza di centrodestra a Palazzo Madama.